# 서구·강화군 갑
서구·강화군 갑은 대한민국의 옛 국회의원 선거구이다. 당시 인천광역시 서구의 일부 지역을 관할했다. 이름에 '강화군'이 붙어 있긴 하지만 선거 관할 지역에 강화군 지역은 들어가 있지 않았다.

## 역사
제16대 국회의원 선거를 앞두고 서구와 강화군이 함께 선거구를 이루게 된 후 갑과 을 선거구로 분할이 됨에 따라 신설되었다.
제20대 국회의원 선거를 앞두고 서구 지역의 인구 증가에 따라 강화군이 중구·동구·옹진군 선거구에 합쳐져 중구·동구·강화군·옹진군 선거구를 형성하게 되었으며 남은 서구 지역은 다시 갑, 을로 분구되어 서구 갑, 서구 을 선거구를 형성하게 됨에 따라 폐지되었다.

## 역대 국회의원
| 선거   | 정당 | 정당         | 의원   |
| ------ | ---- | ------------ | ------ |
| 2000년 |      | 새천년민주당 | 조한천 |
| 2004년 |      | 열린우리당   | 김교흥 |
| 2008년 |      | 한나라당     | 이학재 |
| 2012년 |      | 새누리당     | 이학재 |

## 역대 선거 결과

### 대한민국 제16대 국회의원 선거
|  | 39.56% |

|  | 29.99% |

|  | 16.21% |

|  | 7.38% |

|  | 4.65% |

|  | 2.18% |

### 대한민국 제17대 국회의원 선거
|  | 45.23% |

|  | 33.07% |

|  | 11.49% |

|  | 9.42% |

|  | 0.77% |

### 대한민국 제18대 국회의원 선거
|  | 53.77% |

|  | 39.49% |

|  | 5.32% |

|  | 1.40% |

### 대한민국 제19대 국회의원 선거
|  | 52.65% |

|  | 47.34% |